# 御牧村
御牧村（みまきむら）は、京都府久世郡にあった村。現在の久御山町の北部にあたる。

## 地理
- 河川：宇治川

## 歴史
- 1876年（明治9年） - 中島村・野村・森村・相島村・東一口村・西一口村・釘貫村・北川顔村・藤和田村・封戸村・坊之池村・島田村・江ノ口村が合併して御牧村となる。
- 1889年（明治22年）4月1日 - 町村制の施行により、御牧村が単独で自治体を形成。
- 1954年（昭和29年）10月1日 - 佐山村と合併して久御山町が発足。同日村廃止。

## 交通

### 道路
- 主要地方道宇治淀線

現在は旧村域に第二京阪道路・京滋バイパスの久御山ジャンクション、京滋バイパスの久御山インターチェンジおよび久御山淀インターチェンジの一部が所在するが、当時は未開通。